# 安芸弘恒
安芸 弘恒（あき ひろつね、弘治3年（1557年）？～天正10年（1582年）？）は、安土桃山時代の武将。安芸国虎の長男。名は重宗とも。幼名・千寿丸。官位は飛騨守、通称は彦左衛門、十太夫。

## 生涯
永禄12年（1569年）に父が長宗我部元親との八流の戦いで死亡。阿波国に逃れて三好氏の家臣・矢野備後の娘を妻とし、矢野又六と名乗り、後に赤沢宗伝の娘婿となり板西城を増築して居住し、「板西城三人衆」と呼ばれる赤沢氏の重臣となったという。
天正10年（1582年）、中富川の戦いで戦死。
なお、弘恒の消息には諸説あり、大友宗麟を頼って豊後国に逃れたとも、彦左衛門と名を変えて帰農し、阿波板野郡蔵佐谷で新田開拓に精を出し、寛永14年（1637年）3月21日に死去したとも伝えられる。現在、板野郡で安芸姓、安藝姓を名乗る家は弘恒の子孫という伝説がある。